# 오포치노 (체코)

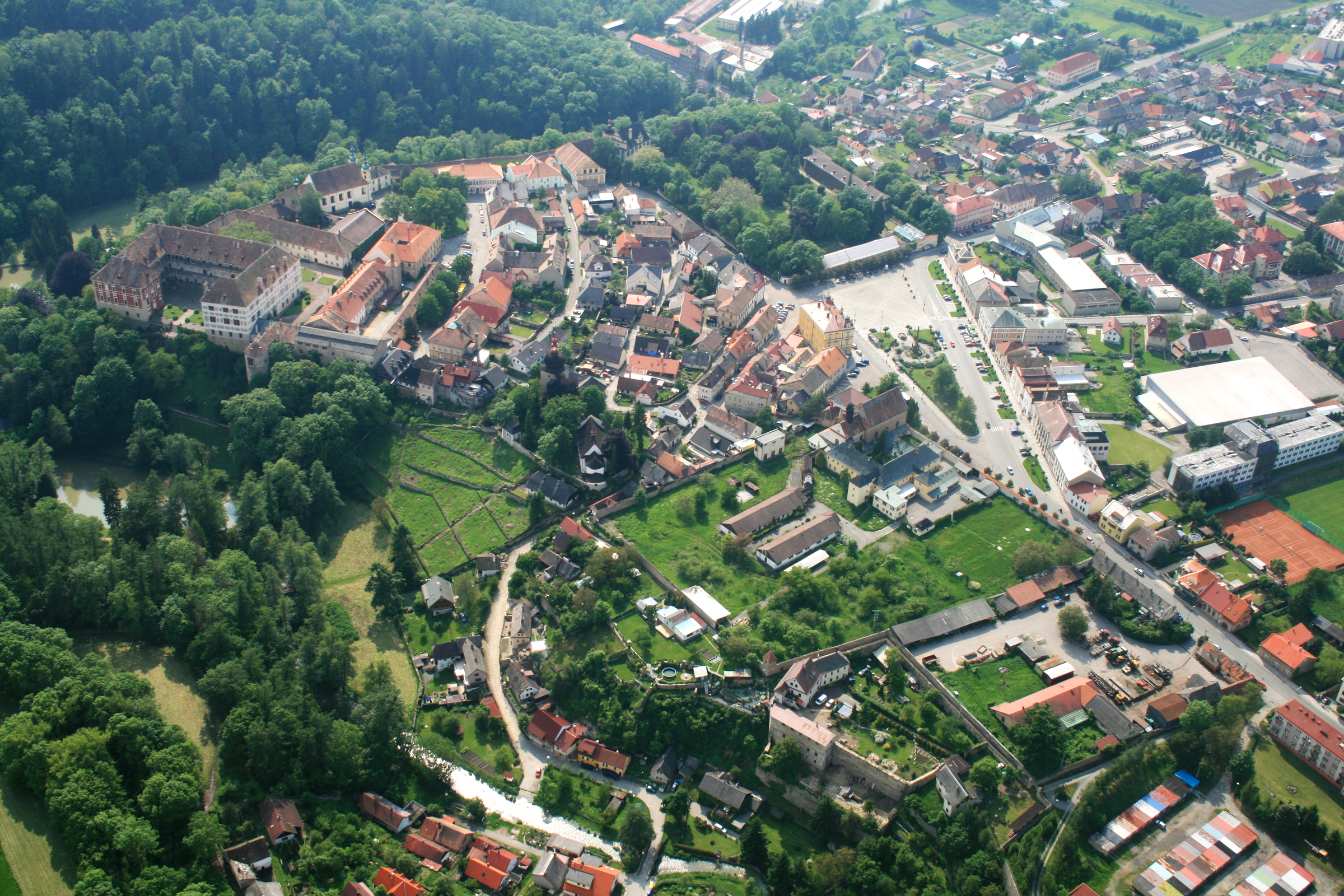
오포치노

오포치노(체코어: Opočno, 독일어: Opotschno)는 체코 흐라데츠크랄로베 주에 위치한 도시로 면적은 14.01km2, 높이는 292m, 인구는 3,224명(2006년 7월 3일 기준), 인구 밀도는 230명/km2이다.
1068년 문헌에서 처음으로 등장했으며 중세 시대에 고딕 건축 양식을 띤 오포치노 성이 건립되었다. 1560년부터 1569년 사이에 오포치노 성이 르네상스 건축 양식으로 개조되었고 1673년에는 카푸친 작은형제회 수도원이 건립되었다.

시기
시 문장

## 인구
| 연도           | 인구  | ±%     |
| -------------- | ----- | ------ |
| 1869           | 2,355 | —      |
| 1880           | 2,658 | +12.9% |
| 1890           | 2,711 | +2.0%  |
| 1900           | 2,799 | +3.2%  |
| 1910           | 3,070 | +9.7%  |
| 1921           | 3,057 | −0.4%  |
| 1930           | 2,869 | −6.1%  |
| 1950           | 2,874 | +0.2%  |
| 1961           | 3,003 | +4.5%  |
| 1970           | 3,183 | +6.0%  |
| 1980           | 3,403 | +6.9%  |
| 1991           | 3,309 | −2.8%  |
| 2001           | 3,138 | −5.2%  |
| 2011           | 3,070 | −2.2%  |
| 2021           | 3,105 | +1.1%  |
| 출처: Censuses |       |        |

## 자매 도시
- 폴란드 오포치노
- 프랑스 퓌토